# گالاباداواتا
گالاباداواتا (به لاتین: Galabadawatta) یک منطقهٔ مسکونی در سری‌لانکا است که در استان مرکزی (سری‌لانکا) واقع شده‌است.